# Vía Christi en Junín de los Andes

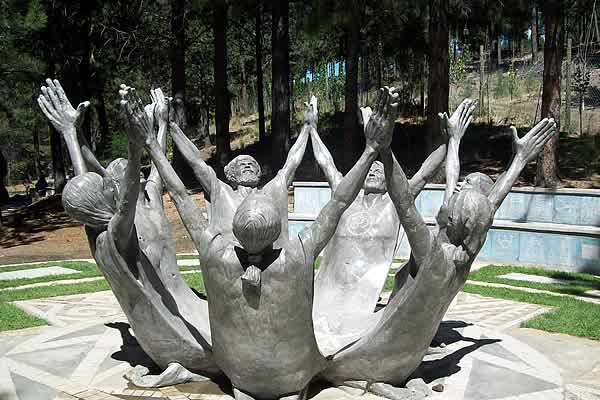
Parque Vía Christi, Junín de los Andes

Vía Christi significa "Camino de Cristo", es un parque temático de 2 km situado en la ciudad de Junín de los Andes, que recuerda los momentos destacados de la vida de Jesucristo representadas en 23 estaciones, donde se conjugan elementos de la tradición católica y la mapuche, realizadas por el arquitecto y escultor Alejandro Santana.
Las distintas estaciones, denominadas “solados”, son plazas de 12 metros de diámetro que se encuentran montadas sobre una plataforma que representa el sol. Dentro de ese círculo está la cruz americana (la misma que se puede ver en los ponchos pampa y en las culturas preincaicas) en la que se simbolizan las cuatro dimensiones de la vida: cielo superior, cielo inferior, tierra superior y tierra inferior.
A partir del año 2000 fue creciendo el ambicioso proyecto enfocado en un Cristo histórico, en el marco de la interculturalidad propia del lugar, en el que se unen culturas diversas como la cristiana y la mapuche. Actualmente se continúa con las obras.
Varios de los pasajes se inspiran en la vida de la beata Laura Vicuña y Ceferino Namuncurá.

## Ubicación

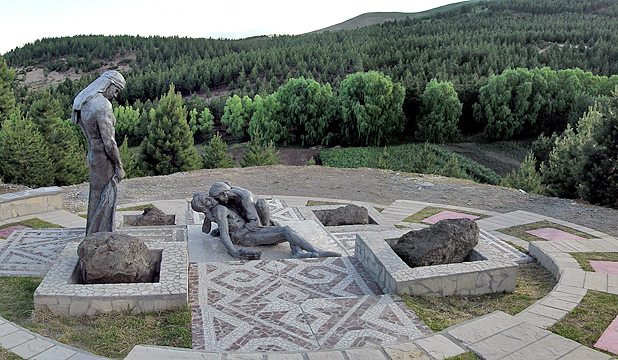
Jesús muere y es bajado de la cruz

El Vía Christi se encuentra en la ciudad de Junín de los Andes, en la provincia del Neuquén. Se emplaza a unos 500 m de la Ruta Nacional 40, sobre la ladera oeste de un cerro bajo, en un reparador bosque de pinos.
Por la ruta 40 llegar hasta la Avenida Antártida Argentina y doblar hacia la izquierda (si vienes desde San Martín de los Andes) y seguir hasta que se termina.

## Estaciones del Vía Christi

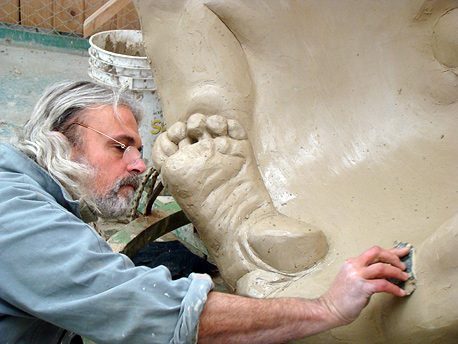
Alejandro Santana

- 1º Jesús, Dios hecho hombre, para salvarnos
- 2º Jesús es bautizado por Juan
- 3º Jesús y las tentaciones
- 4º Jesús y las bienaventuranzas
- 5º Dejen que los niños vengan a mí
- 6º El hijo pródigo
- 7º El Padre Nuestro
- 8º Jesús cura al hombre manco
- 9º Jesús multiplica los panes
- 10º Jesús lava los pies a sus amigos
- 11º Jesús ora en Getsemaní
- 12º La traición de Judas, el “Yo Soy”
- 13º Jesús es flagelado
- 14º Jesús carga con la cruz
- 15º Jesús es despojado de sus vestiduras
- 16º Jesús, María y Juan
- 17º Jesús entrega su espíritu

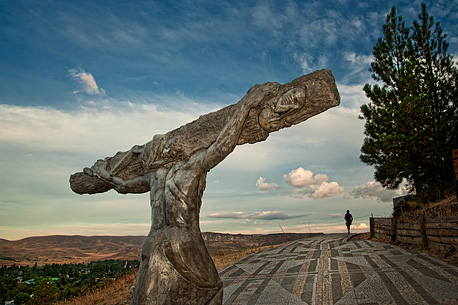
Escultura del Vía Christi

- 18º Jesús muere y es bajado de la cruz
- 19º La Cruz Blanca
- 20º Jesús se encuentra con Magdalena
- 21º Jesús y los discípulos de Emaús
- 22º Jesús envía a sus discípulos
- 23º Jesús y la Pesca milagrosa

- Datos: Q9095181